# 黃真真
黃真真（英語：Barbara Wong Chun Chun，1972年10月5日—），香港女性電影導演、編劇及演員，是香港獨立紀錄片的作者，擅長以女性角度拍攝兩性為題材的電影。胞妹黃詩詩為品酒師，主持Viutv節目《晚吹－有酒今晚吹》，在2019年亦獲得法國香檳襟章會（Ordre des Coteaux de Champagne，簡稱OCC）授予「香檳榮譽騎士勳章」

## 生平
1990年在香港演藝學院戲劇科就讀時以《神跡奇案》獲最佳女主角。畢業後以藝名黃樂桐在香港商業電台，擔任全職唱片騎師。1993年就讀紐約大學電影製作系，其畢業作品《Hugo》獲該校最佳學生電影。
1995年至1998年間在紐約開設Basko Wong Productions公司，為美國電視台製作時事節目。1997年她產製獨立電影《留下買路情》，於1998年12月首映，獲得紐約文選電影資料館的電影新人單元。
1999年，黃真真返回香港發展，製作以香港及中國大陸女性為題材的《女人那話兒》，並自任導演，2000年8月完成。電影以訪問紀錄片形式，表達女性對性愛的思想及態度，內容頗為大膽，令黃真真獲得香港電影業界注意。2002年，黄真真執導以年輕人為題材的電影《六樓后座》。2004年執導以多位男演員演出的電影《六壯士》。2006年11月，黃真真為香港有線電視節目《拉近文化》擔任客席主持。
2007年起放棄獨立電影製作，改拍攝商業片。
2013年，《被偷走的那五年》上映。

## 評價
黃真真在《全民造星III》節目的評判受到質疑，因質疑產生藍假假的稱謂

## 導演電影
- 2001年：《女人那話兒》
- 2001年：《女人那話兒：男人這東西》
- 2003年：《六樓后座》
- 2004年：《六壯士[5]》
- 2004年：《見習黑玫瑰》
- 2007年：《女人本色》
- 2008年：《六樓后座2家屬謝禮》
- 2010年：《分手說愛你[6]》
- 2010年：《抱抱俏佳人》
- 2011年：《傾城之淚》
- 2013年：《被偷走的那五年[3]》
- 2014年：《閨蜜》
- 2016年：《消失的爱人[7]》
- 2018年：《閨蜜2》
- 2022年：《不要忘記我愛你[3]》

## 提名或獎項
- 紐約Anthology Film Archives（英语：Anthology Film Archives）電影新人單元[1]
- 2001年入圍第21屆香港電影金像獎傑出青年導演獎
- 2002年提名第22屆香港電影金像獎最佳新演員[8]
- 2002年香港十大傑出青年（2002年）
- 第30屆香港電影金像獎-最佳編劇提名[9]

## 外部連結
- 黃真真在时光网上的簡介（简体中文）
- 黃真真在豆瓣上的资料（简体中文）
- 黃真真的新浪微博
- 黃真真在香港影庫上的簡介
- 黃真真在互联网电影资料库（IMDb）上的資料（英文）（英文）
- 導演黃真真個人檔案 （页面存档备份，存于）
- 猛男更要振雄風 黃真真再推勵志喜劇<六壯士>
- 另類百老匯 黃真真
- 明報周刊訪問（2012年）
- Youth.gov.hk 訪問